# Limes (Romeinse rijk)
De limes (Latijn voor 'grens') is de aanduiding van de grens- en verdedigingszone van het Romeinse Rijk, hoofdzakelijk gebouwd in de periode 40 na Chr. - circa 250 na Chr. Deze liep van de Atlantische kust in Noord-Engeland via de Noordzee langs de toenmalige hoofdstroom van de Rijn en Donau naar de Zwarte Zee. Verder oostwaarts volgde de limes de Eufraat (vanaf de tijd van keizer Septimius Severus de Tigris) naar de Rode Zee. In het zuiden vormde de Sahara een natuurlijke verdedigingsbarrière tegen invallen. Delen van de limes in het Verenigd Koninkrijk (Muur van Antoninus, Muur van Hadrianus) en Duitsland (Opper-Germaans-Raetische limes) staan op de Werelderfgoedlijst, de limes in Nederland stond vanaf 2018 op de Voorlopige Lijst Werelderfgoed. In 2020 werd een nominatiedossier voor de Neder-Germaanse limes aan de UNESCO aangeboden.
In juli 2021 zijn tijdens de vergadering(en) van het Werelderfgoedcomité van de UNESCO in het Chinese Fuzhou de meest complete en best bewaarde onderdelen van de Neder-Germaanse limes de status van Werelderfgoed toegekend. In deze vergadering(en) werd ook het westelijke deel van de Donaulimes in Duitsland, Oostenrijk, Slowakije op de Unesco-Werelderfgoedlijst geplaatst. In 2024 werd de limes in Roemenië op de Werelderfgoedlijst geplaatst.

## Woordbetekenis
Het Latijnse woord limes is van oorsprong een landmetersterm en betekende aanvankelijk "grenspad/grens", bijvoorbeeld tussen twee akkers of wijngaarden. Later kwam daar de betekenis van "weg" bij. De betekenis van "grensweg" (in de zin van een geplaveide weg langs forten) werd pas in de 4e eeuw gebruikt in de specifieke, militaire betekenis van grens tussen het Romeinse Rijk en de niet-onderworpen gebieden. In de 19e eeuw werd limes dankzij Duitse archeologen het vaste begrip voor de versterkte grens van het Romeinse Rijk.

## Geschiedenis en omvang van de limes
De Limes is nooit een stabiele grens geweest, maar wel de scheiding - volgens de Romeinen - tussen de beschaafde wereld  en de barbaren. Keizer Augustus, regerend van 27 voor Chr. tot 14 na Chr., was de eerste die na verovering van de Alpen en Spanje grenzen voorstelde, in het noorden tot aan de Elbe.
Rond 19 voor Chr. waren er twee legioenen gelegerd op de Hunerberg in Nijmegen, langs de Rijn werden forten aangelegd, van waaruit generaal Nero Claudius Drusus van plan was om de delen ten noorden van de Rijn te veroveren. Drusus, die de bijnaam "Germanicus" kreeg, zijn zonen en anderen ondernamen wel veldtochten naar het noorden en stichtten kortstondig de provincie Germania, met grenzen tot aan de Elbe, maar na o.a. de nederlaag in de Slag bij het Teutoburgerwoud werd de Rijn weer de noordelijke grens vanaf Katwijk aan de Noordzee tot aan de Moezel, en daarvandaan naar de Donau, die de grensrivier werd tot aan de Zwarte Zee.
In het oosten was de Eufraat de grensrivier en de woestijn in Syrië een grens, in het zuiden was de Sahara een natuurlijke grens.
In Engeland was eerst de Muur van Hadrianus de noordelijke grens, later bij Schotland de Muur van Antoninus, maar na het jaar 200 trokken de Romeinen zich weer terug naar de Muur van Hadrianus.

## Limes Germanicus
De limes Germanicus is ontstaan toen de Romeinen in 47 na Chr. definitief van de verovering van Germania afzagen. Belangrijk daarbij was de Varusslag in 9 na Chr. in het Teutoburgerwoud, waarbij drie Romeinse legioenen in een hinderlaag werden afgeslacht. Op bevel van keizer Claudius I trokken de Romeinen zich terug op de zuidoever van de Rijn, die de natuurlijke noordgrens werd. Om de grensstreek te verdedigen werden langs de Rijn forten (latijn: castra en castella, enkelvoud castrum en castellum) gebouwd om militaire legioenen en hulptroepen te huisvesten. Ook werden kades, havens, wachttorens en wegen aangelegd. De eerste gebouwen werden uit hout opgetrokken. Bij de militaire vestigingen waren, of ontstonden, ook burgernederzettingen.
De limes was niet alleen bedoeld om het gebied aan de overzijde van de rivier te beheersen en vijandelijke invallen onmogelijk te maken of te bestrijden. De militaire voorzieningen waren ook en vooral bedoeld om controle uit te oefenen over de Rijn als belangrijkste verbinding tussen het Duitse Rijnland en Brittannië. Daarbij speelde ook een rol dat bevoorrading van de legioenen vanuit het centrum van het Rijk via de Rijn aanzienlijk eenvoudiger was dan via de Elbe.
Bij de Bataafse Opstand van 69-70 na Chr. werden veel forten in brand gestoken. Na de opstand werden ze weer opgebouwd. Een daarop volgende bouwfase lijkt rond 200 te hebben plaatsgevonden, toen de versterkingen werden herbouwd uit steen. Verwoestingslagen suggereren dat de limes rond 240 is bezweken, werd hersteld, en opnieuw bezweek rond 258. Dat wordt gewoonlijk geassocieerd met een ook uit geschreven bronnen bekende Frankische inval. De Bataafse keizer Postumus herstelde de grens, die definitief bezweek toen Aurelianus in 274 het Gallische keizerrijk liquideerde. De Romeinse aanwezigheid in de 4e eeuw had een totaal ander karakter.
De namen van een aantal castella (met hun afstanden) zijn overgeleverd op de Peutingerkaart en het Itinerarium Antonini.

### Neder-Germaanse limes
Het deel van de limes dat in de toenmalige Romeinse provincie Germania Inferior lag, begon in Nederland aan de monding in de Noordzee van wat nu de Oude Rijn is, langs de huidige Kromme Rijn en Nederrijn, van Katwijk (Lugdunum Batavorum en Praetorium Agrippinae) via Leiden (Matilo), Alphen aan den Rijn (Albaniana), Zwammerdam (Nigrum Pullum), Woerden (Laurium), Utrecht (Traiectum) en Arnhem (Levevanum). In Duitsland liep deze grens verder via Xanten (Castra Vetera) en Neuss (Novaesium) naar de hoofdstad van de provincie, Keulen (Colonia Agrippina). Langs deze grens liep de limesweg, die ook wel de limes wordt genoemd. Hij verbond de castella en burgernederzettingen die langs de grens waren opgericht met elkaar en met het achterland. Archeologisch onderzoek maakt duidelijk dat in de tijd van de keizers Traianus en Hadrianus fors is geïnvesteerd in de uitbouw en het onderhoud van de weg.

### Opper-Germaans-Raetische limes
Dit grensdeel had een lengte van 550 kilometer en liep van Rheinbrohl aan de Rijn, in de Duitse deelstaat Rijnland-Palts, tot kasteel Eining aan de Donau. De versterkingslijn door het Odenwald en Zwarte Woud was van hout; het oostelijk deel werd later in steen herbouwd. Het grootste deel van deze verdedigingslinie ligt tegenwoordig ondergronds en is niet opgegraven.

## Donaulimes
De Raetische limes werd voortgezet in de Donaulimes. Bij de Midden-Donau had de grens een karakter dat aan de limes in de Lage Landen doet denken. In Dacia slingerde de lijn forten zich door de Karpaten.

## Britse limes

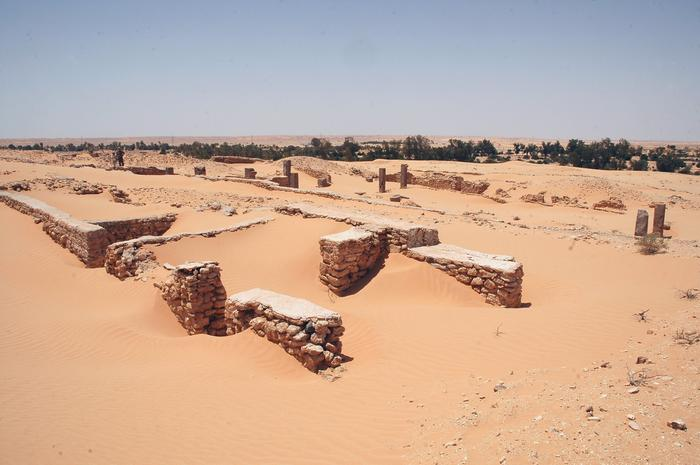
Bu Njem in Libië

De limes had hier een ander karakter. In Engeland beschermde een stenen muur de Romeinen tegen de Picten. Deze muur bestaat deels nog en wordt Muur van Hadrianus genoemd.

## Arabische limes
De woestijngrenzen in Syrië (Limes Arabicus) en langs de Sahara (Limes Tripolitanus) hadden een meer open karakter.

## De limes als monument
UNESCO heeft de limes in het Verenigd Koninkrijk, Nederland, Duitsland, Oostenrijk, Slowakije en Roemenië op de Werelderfgoedlijst geplaatst.

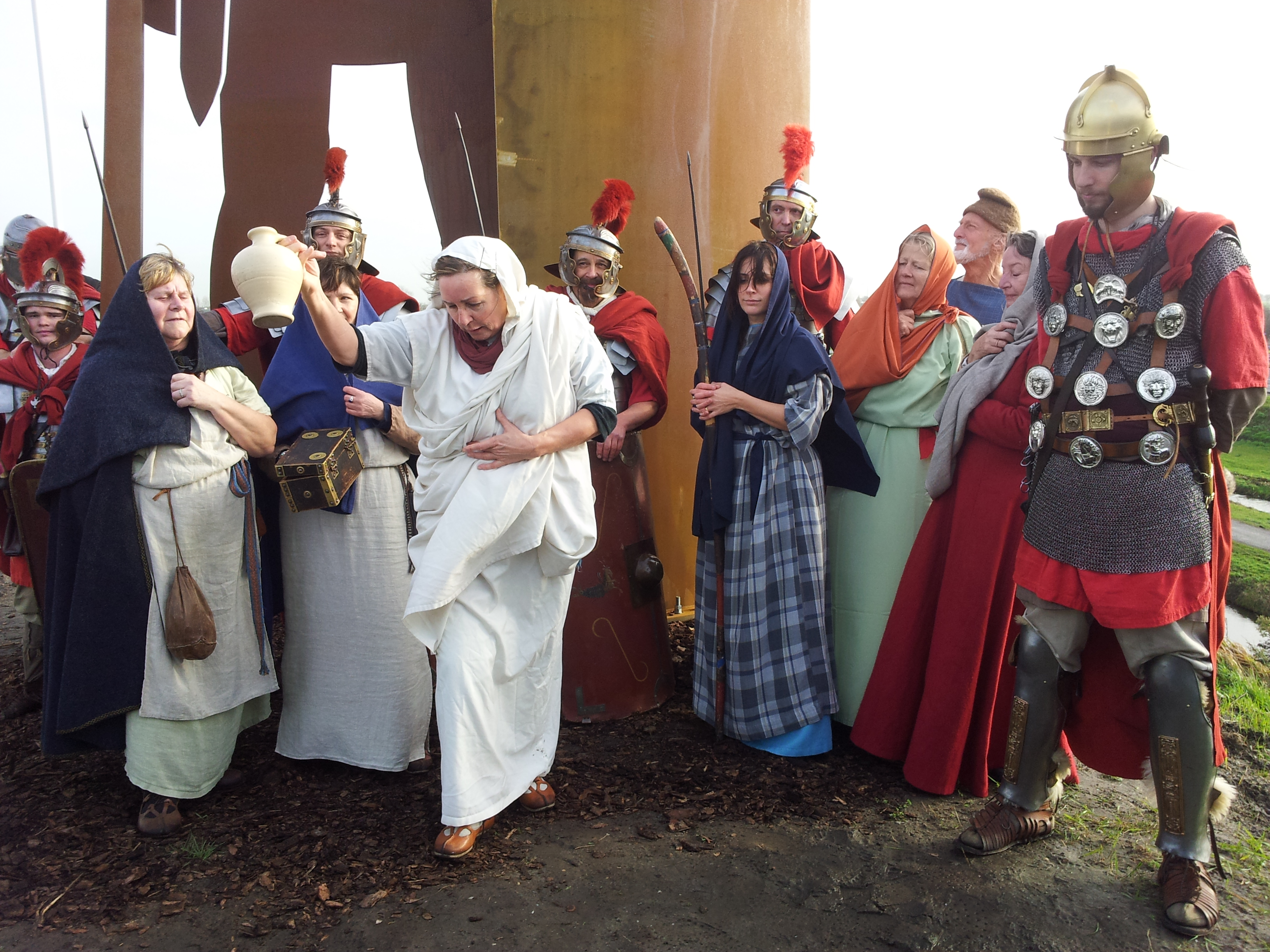
Onthulling beeld Romeins soldaat bij N11 Alphen aan den Rijn

In Nederland was de limes lange tijd niet bekend en er was niet veel van te zien. Archeologisch openluchtmuseum Archeon besteedt sinds de eeuwwisseling aandacht aan de limes en gemeenten zijn de zichtbaarheid ervan aan het vergroten. Zo werd op 9 november 2007 in het centrum van Utrecht, vlak bij de Dom, met een 80 centimeter brede strook van gekleurd licht en nevel de plaats van het oude castellum Traiectum aangegeven. De Nederlandse Limes Samenwerking, een samenwerkingsverband tussen de Rijksdienst voor het Cultureel Erfgoed (RCE) en de provincies Zuid-Holland, Utrecht en Gelderland, plaatste de Nederlandse limes op de Voorlopige Lijst Werelderfgoed met het doel dit ook als UNESCO Erfgoed te laten beschermen.
In 2003 is door een aantal archeologen in Bratislava een samenwerkingsverband gestart om delen van de limes te nomineren als Werelderfgoed. Deze "Bratislava Groep" heeft de volgende definitie geformuleerd:
"Het Werelderfgoed-monument Frontiers of the Roman Empire omvat de grenslijn van het Romeinse Rijk op het hoogtepunt van het rijk ten tijde van de keizers Trajanus tot Septimius Severus (ca. 100-200 na Christus) alsmede militaire installaties uit andere perioden die aan deze grens lagen. De installaties bestaan uit legerkampen, grensforten, wachttorens, de limesweg, kunstmatige verdedigingswerken en direct hieraan geassocieerde burgerlijke bouwwerken."

De Nederlandse regering en die van de Duitse deelstaten Noordrijn-Westfalen en Rijnland-Pfalz hebben de Neder-Germaanse limes in 2011 voorgedragen voor de kandidatenlijst van het werelderfgoed. In 2014 tekenden minister Jet Bussemaker, de provincies Gelderland, Utrecht en Zuid-Holland en 26 Nederlandse Gemeenten, een intentieverklaring, het Nederlandse deel van de limes te nomineren als UNESCO Werelderfgoed. Het project kwam op de voorlopige lijst Werelderfgoed. Op 9 januari 2021 is het nominatiedossier aan de UNESCO aangeboden, met daarin de meest complete en best bewaarde vindplaatsen uit de Romeinse tijd. Op 27 juli 2021 kende het Werelderfgoedcomité van UNESCO ook aan de Neder-Germaanse limes de status Werelderfgoed toe en werd het opgenomen in de Werelderfgoedlijst.
In 2024 werd ook de Donaulimes in Roemenië op de Werelderfgoedlijst geplaatst. De Romeinse provincie Dacia was de enige die volledig ten noorden van de rivier de Donau lag. De grens beschermde Dacia tegen 'barbaarse' bevolkingsgroepen en controleerde de toegang tot waardevolle goud- en zoutbronnen. Het erkende cultuurerfgoed bestaat uit 277 onderdelen en vertegenwoordigt, slingerend door de Karpaten, de langste, meest complexe landgrens van een voormalige Romeinse provincie in Europa. Het doorkruist diverse landschappen en wordt bepaald door een netwerk van individuele locaties, waaronder legioenforten, hulpforten, aarden wallen, wachttorens, tijdelijke kampen en seculiere gebouwen.